# Castana
Castana ist eine norditalienische Gemeinde (comune) mit 717 Einwohnern (Stand 31. Dezember 2023) in der Provinz Pavia in der südwestlichen Lombardei. Die Gemeinde liegt etwa 20 Kilometer südsüdöstlich von Pavia in der Oltrepò Pavese zwischen Versa und Scuropasso und gehört zur Comunità montana Oltrepò Pavese.

## Geschichte
Erstmals urkundlich erwähnt wird die Gemeinde 974.